# Гейштор, Леонид Григорьевич
Леонид Григорьевич Гейштор (бел. Леанід Рыгоравіч Гейштар; род. 15 октября 1936, Гомель) — советский каноист, олимпийский чемпион 1960 года, чемпион мира. Заслуженный мастер спорта СССР (1960).

## Биография
Окончил Гомельский государственный университет (1969), работал преподавателем. Выступал за «Водник» и «Спартак» (Гомель).
Член-корреспондент Белорусской инженерной технологической академии.
Живёт в Гомеле.

## Спортивные достижения
- Олимпийский чемпион 1960 года в каноэ-двойке с Сергеем Макаренко на дистанции 1000 м.
- Чемпион мира в каноэ-двойке 1963 (10 000 м).
- Чемпион Европы 1961 и 1963 (10 000 м).
- 8-кратный чемпион СССР 1959 — 1963 годов на различных дистанциях.

## Награды и звания
- Орден «Знак Почёта» (16.09.1960) — за успешные выступления в XVII летних и VIII зимних Олимпийских играх 1960 года, а также за выдающиеся спортивные достижения[2]
- Заслуженный мастер спорта СССР (1960)
- Заслуженный тренер Белорусской ССР
- Заслуженный работник физической культуры и спорта Белорусской ССР (1991)[3] — за заслуги в развитии физической культуры и спорта
- Почётный гражданин Гомеля (1992, Гомель)
- Имя занесено на городскую Доску почёта (Гомель)
- Стела с именем Л. Г. Гейштора на Аллее спортивной славы около Ледового дворца в Гомеле (15 сентября 2023 года)[4][5]
- Юбилейный знак «80-летие освобождения Гомеля от немецко-фашистских захватчиков» (2024)